# Línea E (Metro de Medellín)
La línea E, también conocida como Metro de la 80 o línea E de Ecociudad, es un proyecto de tren ligero de la Empresa de Transporte Masivo del Valle de Aburrá Limitada – Metro de Medellín Limitada que recorrerá el occidente de Medellín a lo largo de la avenida 80. Tendrá una extensión de 13,25 km con 17 estaciones a nivel y capacidad estimada para transportar unos 192 000 pasajeros diarios. El trazado se conectará con la línea A en las estaciones Caribe y Aguacatala, y con la línea B en la estación Floresta.
La obra comenzó en 2023 y se desarrolla por etapas a lo largo del corredor de la avenida 80, con proyección de entrada en operación en 2028.

## Antecedentes
La propuesta de un sistema de transporte masivo en el occidente de Medellín se remonta a finales del siglo XX, cuando se plantearon alternativas de metro pesado, tranvía y sistemas de buses de tránsito rápido –BRT–. La alta demanda de transporte en el corredor de la avenida 80 llevó a priorizar un proyecto de tren ligero integrado al Sistema Integrado de Transporte del Valle de Aburrá –SITVA–.
Desde la década de 1980, el corredor de la avenida 80-81 fue identificado como un eje vehicular saturado que requería una solución de movilidad estructural por el crecimiento urbano hacia el occidente de la ciudad. Posteriormente, la empresa Metro de Medellín Limitada incluyó el corredor en su Plan Rector de Expansión 2006–2030, junto con otros proyectos de corredores de mediana capacidad para promover una red multimodal.
Paralelamente, la consolidación del SITVA como sistema integral de transporte impulsó mecanismos complementarios como el Metroplús, un BTR, a partir de 2009, y en 2019 se inauguró la línea O sobre la avenida 80, fortaleciendo el servicio metropolitano en corredores troncales.
En 2020, el proyecto Metro de la 80 alcanzó un hito decisivo al obtener el aval técnico y fiscal (Pre-CONPES y CONFIS), y posteriormente ser declarado proyecto estratégico mediante el CONPES 4003, lo que garantizó la cofinanciación conjunta entre la Nación y el municipio.

## Planeación y financiación
El proyecto fue formulado por la Alcaldía de Medellín y el Área Metropolitana del Valle de Aburrá en conjunto con la Nación. En 2021 el Gobierno nacional aprobó la cofinanciación del 70 % de la obra, mientras que el 30 % restante corresponde al municipio de Medellín. El costo estimado supera los 3,5 billones de pesos colombianos.
En 2021, el Comité General del Metro de la 80, presidido por el alcalde Daniel Quintero, aprobó la alternativa de financiación estructurada con apoyo de la Financiera de Desarrollo Nacional –FDN–, la cual permitió traer las vigencias futuras hasta 2029 (Nación) y 2034 (Municipio), agilizando el acceso a los recursos necesarios para iniciar los procesos de contratación.
El acuerdo bilateral de cofinanciación fue formalizado mediante la firma de un convenio entre la Nación y el Municipio. En este, el Gobierno Nacional aportó aproximadamente $2,4 billones mediante vigencias futuras, mientras que el Municipio comprometió alrededor de $1,1 billones.
Las fuentes de pago contemplan vigencias futuras hasta 2029 y 2034, lo que ha permitido contar con respaldo presupuestal inmediato y buscar líneas de crédito, incluyendo negociaciones con múltiples entidades financieras.
En marzo de 2025, se recibió un primer desembolso correspondiente a vigencias futuras de 2024 por valor de más de $483 000 millones, lo cual fue fundamental para garantizar la continuidad del proyecto sin interrupciones financieras.

## Construcción
El trazado definitivo se definió en 2022. Las obras comenzaron a ejecutarse en 2023 y se han desarrollado por etapas a lo largo de la avenida 80, con una entrega proyectada para 2028. Entre los principales retos se destacan la reubicación de redes de servicios públicos, la gestión predial y la minimización de impactos en la movilidad urbana.
Los estudios de preconstrucción lograron un avance del 99 % en levantamientos topográficos y del 76 % en los estudios de suelo. Se completó la verificación de redes: gas (100 %), telecomunicaciones (56 %), energía (32 %) y agua (30 %).
En el barrio Calasanz, se adelanta la construcción de la red subterránea de energía, que ya alcanza un 43 % de avance –318 metros intervenidos–, conectando la subestación de EPM con la avenida 80. Esto ha requerido cierres parciales en la calle 50 Colombia, con desvíos y señalización para garantizar la movilidad alterna.
A corte de marzo de 2025, el avance físico de la obra se estimaba por encima del 30 %, con excavaciones activas en sectores como Robledo. Además, se logró el flujo de recursos por vigencias futuras correspondiente a 2024, lo que permitió garantizar la continuidad de la construcción.
El proyecto enfrenta riesgos financieros que podrían generar sobrecostos de hasta 1,5 billones de pesos, producto de retrasos en los giros de vigencias futuras por parte del Gobierno Nacional, lo que ha llevado incluso a solicitar vigilancia especial de la Contraloría y la Procuraduría.

De manera complementaria, se han llevado a cabo campañas informativas y talleres comunitarios previos a los cierres viales, con el fin de minimizar las afectaciones a residentes y comerciantes, y para aprobar planes como el plan de manejo de tránsito –PMT– en cada tramo intervenido.

## Características técnicas
La línea E será un sistema de tren ligero a nivel con una longitud total de 13,25 km, comprendiendo 17 estaciones, entre las cuales se destacan tres intercambiadores: Caribe, Floresta y Aguacatala.
Se estima una capacidad de transporte diario de aproximadamente 192 000 pasajeros, equivalente a cerca de 14 000 por sentido por hora, con velocidades promedio de operación de 25 km/h y máxima de 60 km/h.
La línea será 100 % eléctrica y contará con energía limpia proveniente del sistema de generación renovable de EPM. La conexión eléctrica está garantizada mediante adecuaciones de la subestación Colombia, que ofrecerá suministro continuo hasta el año 2050 tras una inversión cercana a 65 000 millones de pesos.
Operará bajo tecnología de metro ligero, con ventajas en escalabilidad, flexibilidad y menor impacto urbano comparado con sistemas pesados. Responderá dinámicamente a cambios en la demanda gracias al diseño modular del sistema, integrando elementos como cambiavías y apartaderos para mayor eficiencia operativa.
Contará además con señalización automática de última generación y un entorno urbano renovado, que incluirá espacio público remodelado, ciclorrutas bidireccionales, espacio peatonal mejorado, zonas verdes y mobiliario urbano acorde con el diseño del metro ligero.

## Estaciones
La línea E contará con un total de 17 estaciones distribuidas a lo largo de la Avenida 80, entre Caribe y Aguacatala. Según la información oficial del proyecto, los nombres intermedios son tentativos y corresponden a barrios, cruces viales o hitos urbanos cercanos. El trazado prevé tres puntos de integración directa con la red existente: en Caribe y Aguacatala con la Línea A, y en Floresta con la Línea B.
| Nº | Estación (tentativa)           | Conexiones                | Observaciones                               |
| -- | ------------------------------ | ------------------------- | ------------------------------------------- |
| 1  | Caribe                         | Línea A                   | Estación terminal norte con intercambiador. |
| 2  | Terminal del Norte (tentativa) | Transporte intermunicipal | Conexión externa.                           |
| 3  | Pedregal (tentativa)           | SITVA                     | Corredor occidental.                        |
| 4  | Robledo (tentativa)            | SITVA                     | Barrio Robledo.                             |
| 5  | Clínica CardioVID (tentativa)  | SITVA                     | Cerca de equipamientos sanitarios.          |
| 6  | Floresta (tentativa)           | Línea B                   | Intercambiador con Línea B.                 |
| 7  | San Juan (tentativa)           | SITVA                     | Cercana a la Avenida San Juan.              |
| 8  | La 33 (tentativa)              | SITVA                     | Intersección con la Av. 33.                 |
| 9  | Belén (tentativa)              | SITVA                     | Zona residencial y comercial.               |
| 10 | La Palma (tentativa)           | SITVA                     | Área estratégica del occidente.             |
| 11 | La Picacha (tentativa)         | SITVA                     | Conexión vial con Av. 33.                   |
| 12 | La Mota (tentativa)            | SITVA                     | Sector La Mota.                             |
| 13 | Guayabal (tentativa)           | SITVA                     | Corredor industrial.                        |
| 14 | Aeroparque (tentativa)         | SITVA                     | Cercana al aeropuerto Olaya Herrera.        |
| 15 | Universidad EIA (tentativa)    | SITVA                     | Zona educativa.                             |
| 16 | Industriales 80 (tentativa)    | SITVA                     | Sector del occidente industrial.            |
| 17 | Aguacatala                     | Línea A                   | Estación terminal sur con intercambiador.   |

## Impacto urbano y social
Se espera que la línea E reduzca los tiempos de viaje a lo largo del occidente de Medellín en aproximadamente un 50 %, aliviando la congestión sobre el corredor de la avenida 80 y favoreciendo una mayor fluidez urbana. El proyecto beneficiará directamente a cerca de un millón de habitantes e impactará unos 32 barrios, con una capacidad estimada de movilizar cerca de 60 millones de pasajeros al año.
El sistema de tren ligero permitirá una reducción estimada de hasta 5 millones de toneladas de CO2 al año, contribuyendo de forma significativa a la mejora de la calidad del aire y al posicionamiento de Medellín como una ecociudad.
La construcción del proyecto fomentará la reactivación económica en el occidente de la ciudad, generando aproximadamente 2 500 empleos directos y más de 12 500 empleos indirectos, en sectores como construcción, movilidad y comercio local.
Además, el proyecto promueve el fortalecimiento urbano mediante estrategias de densificación y uso mixto en las zonas de influencia, lo que reducirá desplazamientos innecesarios y mejorará la accesibilidad a servicios públicos, comercio, educación y áreas de convivencia ciudadana.
Sin embargo, el desarrollo del trazado ha generado preocupación en algunas comunidades afectadas por la expropiación o reubicación de predios. En particular, los barrios El Progreso y El Volador —ubicados en la comuna 7 Robledo— enfrentan desafíos sociales derivados de los bajos montos ofrecidos por sus viviendas, lo que ha generado tensión entre el avance del proyecto y el derecho a una relocalización digna de parte de los habitantes.

## Recepción y críticas
El proyecto ha sido respaldado por diversos sectores institucionales y empresariales, aunque también ha enfrentado críticas significativas.
Por un lado, Ramiro Márquez —exgerente de Metro de Medellín Limitada— señaló que los sistemas elevados podrían ofrecer ventajas en costos de inversión inicial (Capex) y operativos (Opex). Juan Felipe Velásquez, gerente comercial de BYD, estimó que construir la línea elevada podría costar cerca de US $32 millones por kilómetro en lugar de los US $57 millones proyectados para el sistema a nivel, lo que implicaría un ahorro aproximado del 40 %. No obstante, Tomás Elejalde, gerente de Metro de Medellín Limitada, ha defendido la elección del diseño a nivel por su accesibilidad, agilidad de implementación y sinergias operativas con el personal ya capacitado en esa tecnología.
El Concejo de Medellín expresó preocupación por los riesgos financieros del proyecto ante posibles sobrecostos asociados a la inflación del IPC, variaciones en los precios del dólar o el costo del terreno, además de solicitar que la administración garantice compensaciones justas para los hogares afectados en los procesos de gestión predial.
En 2022, el contrato para la construcción fue adjudicado a una unión temporal que incluyó a empresas como CRRC, Mota-Engil Portugal y Mota-Engil Colombia, la única oferente en el proceso. Esta situación generó críticas por parte de líderes políticos y gremiales, quienes consideraron que la falta de pluralidad en la licitación podría comprometer la transparencia del proceso y exigieron vigilancia reforzada durante su ejecución.
La incertidumbre sobre los desembolsos por parte del Gobierno Nacional también ha sido una fuente importante de críticas. A comienzos de 2025, aún estaban pendientes los giros por aproximadamente $483 mil millones de pesos correspondientes a 2024, lo cual llevó al alcalde de Medellín a solicitar intervención de la Contraloría y la Procuraduría para vigilar el cumplimiento de los compromisos financieros. Se estiman posibles sobrecostos de hasta $1,5 billones si el cronograma no se cumple.
Por último, los sectores afectados por la gestión predial han denunciado que la compensación ofrecida para algunos barrios, como El Progreso y El Volador, no es suficiente, lo que ha generado tensión y cuestionamientos sobre la adecuación social del plan de reasentamiento.